# Гектометр
Гектометр (міжнародне написання, яке використовується Міжнародним бюро мір і ваг; символ СІ: hm) — одиниця довжини в Міжнародній системі одиниць (СІ), що дорівнює ста метрам і до однієї десятої кілометра. Слово походить від поєднання «метр» і префікса СІ «гекто-», що означає «сотня». В англійській мові воно зазвичай не використовується. Футбольне поле (або американське) має довжину приблизно 1 гектометр. Гектар (га), загальна метрична одиниця площі землі, дорівнює одному квадратному гектометру (гм2).